# بني أسد (المحابشة)

تعديل مصدري - تعديل

بني أسد هي إحدى قرى عزلة حجر بمديرية المحابشة التابعة لمحافظة حجة، بلغ تعداد سكانها 2219 نسمة حسب تعداد اليمن لعام 2004.